# New Castle (Indiana)
New Castle es una ciudad ubicada en el condado de Henry en el estado estadounidense de Indiana. En el Censo de 2010 tenía una población de 18.114 habitantes y una densidad poblacional de 955,97 personas por km².

## Geografía
New Castle se encuentra ubicada en las coordenadas 39°55′11″N 85°22′12″O / 39.91972, -85.37000. Según la Oficina del Censo de los Estados Unidos, New Castle tiene una superficie total de 18.95 km², de la cual 18.89 km² corresponden a tierra firme y (0.29%) 0.05 km² es agua.

## Demografía
Según el censo de 2010, había 18.114 personas residiendo en New Castle. La densidad de población era de 955,97 hab./km². De los 18.114 habitantes, New Castle estaba compuesto por el 95.1% blancos, el 1.92% eran afroamericanos, el 0.2% eran amerindios, el 0.4% eran asiáticos, el 0.01% eran isleños del Pacífico, el 0.55% eran de otras razas y el 1.81% pertenecían a dos o más razas. Del total de la población el 1.71% eran hispanos o latinos de cualquier raza.